# Livistona chinensis
Espèce

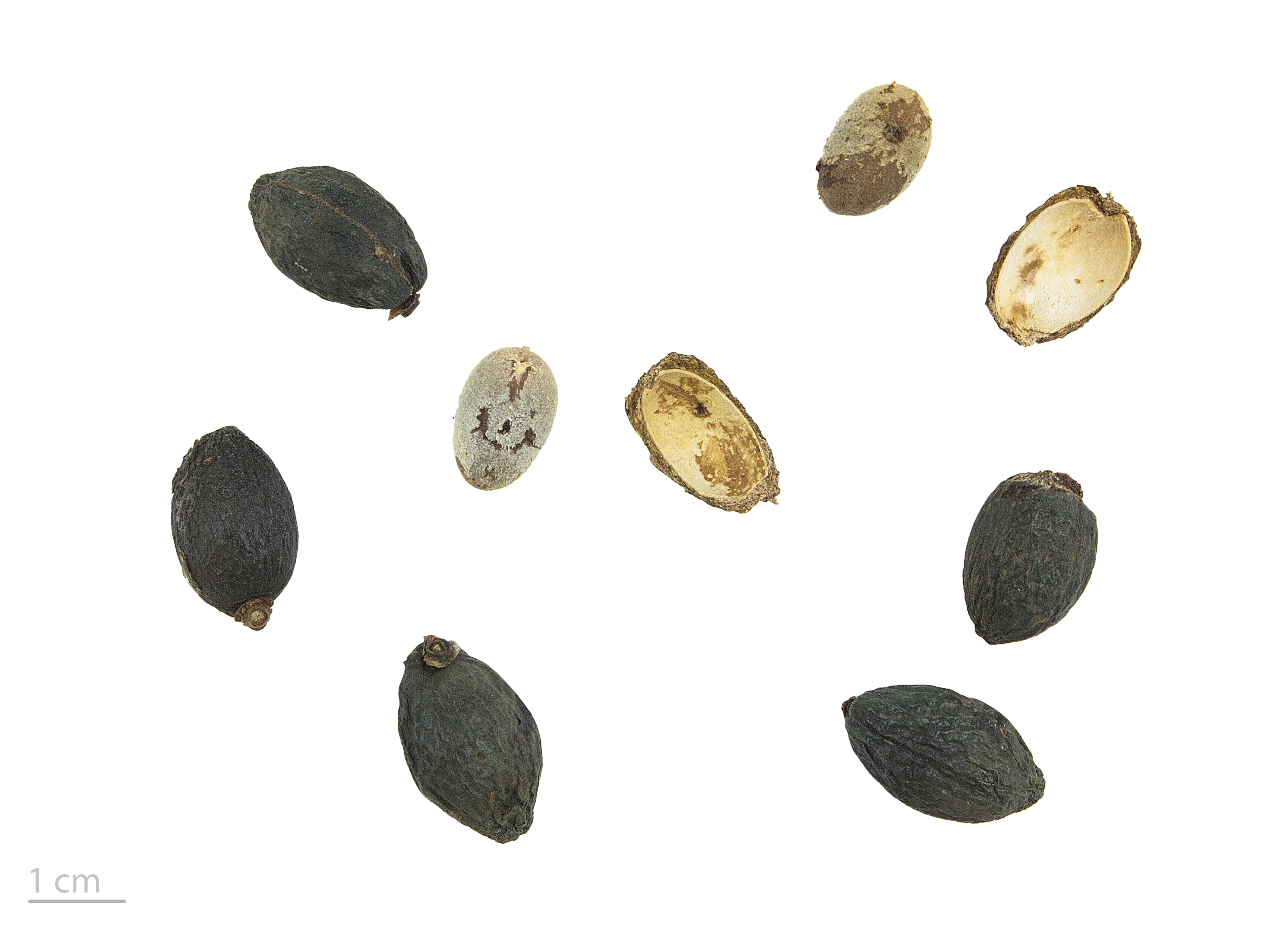
Livistona chinensis - Muséum de Toulouse.

Livistona chinensis est une espèce de latanier, un type de palmier, originaire du sud du Japon et de Taïwan. Son aire de distribution naturelle comprend aussi le sud de la Chine.

## Noms vernaculaires
Latanier de Chine.
Palmier fontaine, en raison du port de ses palmes qui retombent.